# ژیمناستیک در المپیک تابستانی ۱۹۸۰ – شش اسباب ژیمناستیک تیمی مردان
در زیر نتایج شش اسباب ژیمناستیک تیمی مردان یکی از هشت رویداد برای رقابت‌های ژیمناستیک هنری مردان در بازی‌های المپیک تابستانی ۱۹۸۰ آورده شده‌است. دورهای اجباری و اختیاری در روز ۲۰ و ۲۲ ژوئیه در تالار ورزشی استادیوم مرکزی لنین برگزار شد.

## مدال‌آوران
| طلا | نقره | برنز |
| اتحاد شوروی (URS) · نیکولای آندریانف · ادوارد آزاریان · الکساندر دیتیاتین · بوگدان ماکوتس · ولادیمیر مارکلوف · الکساندر واسیلیویچ تکاچیوف | آلمان شرقی (GDR) · رالف-پیتر همان · لوتز هوفمان · لوتز ماک · میشائل نیکولای · آندرئاس برونست · رولاند بروکنر | مجارستان (HUN) · فرنتس دونات · دیوردی گوتسوگی · زولتان کلمن (ژیمناست) · پیتر کواچ (ژیمناست) · زولتان ماگیار · ایستوان واموش |

## نتایج
| رتبه | تیم               | مجموع   |
| ---- | ----------------- | ------- |
|      | اتحاد شوروی (URS) | ۵۸۹٫۶۰۰ |
|      | آلمان شرقی (GDR)  | ۵۸۱٫۱۵۰ |
|      | مجارستان (HUN)    | ۵۷۵٫۰۰۰ |
| ۴    | رومانی (ROU)      | ۵۷۲٫۳۰۰ |
| ۵    | بلغارستان (BUL)   | ۵۷۱٫۵۵۰ |
| ۶    | چکسلواکی (TCH)    | ۵۶۹٫۸۰۰ |
| ۷    | کوبا (CUB)        | ۵۶۳٫۲۰۰ |
| ۸    | فرانسه (FRA)      | ۵۵۹٫۲۰۰ |
| ۹    | کره شمالی (PRK)   | ۵۵۱٫۳۵۰ |